# 優貝酵母
優貝酵母（學名：Saccharomyces eubayanus）是酵母屬的一種真菌，為耐冷的酵母菌。用於釀造拉格啤酒的巴氏酵母即是由優貝酵母和釀酒酵母雜交產生，且其兩個支序（Saaz與Frohberg）可能分別來自一起獨立的優貝酵母和釀酒酵母雜交事件。
優貝酵母最早於南美洲巴塔哥尼亞的南青岡樹樣本中發現，當時認為可能是在哥倫布大交換中被引入歐洲，再於歐洲與釀酒酵母雜交產生巴氏酵母。野生的優貝酵母可分為A與B兩大支序，歐洲與北美的菌株序列多樣性都很低，顯示它們都是由很小的子支序衍生而成。。但哥倫布大交換發生於1500年以後，拉格啤酒則早在15世紀的巴伐利亞已有生產。2014年有研究基於新發現的菌株，提出優貝酵母實為發源於青藏高原。
優貝酵母也已被成功用於釀酒。